# Paul Guttfeld
Paul Samuel „Pegu“ Guttfeld, auch Paul Gutfeld (* 16. Januar 1893 in Berlin; † 1991), war ein deutscher Pazifist, Siedler und Landwirtschaftsinstrukteur.

## Leben
Paul Guttfelds Eltern waren der Strickwarenfabrikant Nathan Max Guttfeld und Agatha Guttfeld, geb. Sandmann. Die von Nathan Guttfeld 1902 gegründete Firma Nathan Guttfeld & Co, Trikotkonfektion, wurde 1936 liquidiert. Sie hatte ihren Sitz in der Paul-Singer-Str. 72 in Berlin-Mitte. Die Familie hatte 5 Kinder, neben Paul das Zwillingspaar Erich und Recha und die Brüder Theo und Bruno.
Guttfeld war Kriegsfreiwilliger und nach schwerer Verwundung als garnisondienstfähig im Schreibstubendienst in einer Berliner Kaserne eingesetzt. 1915 wurde er Mitglied des pazifistischen „Bundes Neues Vaterland“ und dessen Verbindungsmann zur revolutionären Arbeiterjugend, die vom Bund finanziell unterstützt wurde.
Bei dem 1917 in der revolutionären Arbeiterjugend ausgebrochenen Streit zwischen Anhängern der Bremer Linken und der Spartakusgruppe stand Guttfeld auf Seiten der Bremer. Als Leo Jogiches bei einem Gespräch, das bei Franz Pfemfert stattfand, Guttfeld dazu veranlassen wollte, das Geld, das er vom Bund für die revolutionäre Arbeiterjugend erhalten hatte, an ihn abzuliefern, weigerte sich Guttfeld. Er hatte Kontakt zu den führenden Persönlichkeiten der revolutionären Arbeiterjugend, nachweislich zu Karl Becker und Karl Plättner, tendierte politisch allerdings zu den bürgerlichen, mit der revolutionären Arbeiterjugend aber zur Zusammenarbeit gewillten Pazifisten. Er beteiligte sich einige Male an den Treffen des Kreises um Fritz Klatt (auch Klatt- oder Westender Kreis), „um ihn [politisch] zu aktivieren“.
Im November 1917 war Guttfeld Mitbewohner einer Kommune in Berlin-Friedenau (Isoldestr. 5) und öffnete sich immer mehr pazifistischen und sozialistischen Ideen. Trotz auftretender Widersprüche zwischen revolutionärem und reformerischem Sozialismus blieb der Kreis intakt. Die Mitglieder betrieben eine aktive Antikriegspropaganda, u. a. durch Druck und die Verteilung von Flugschriften (etwa Leonhard Franks „Der Mensch ist gut“). Diese Aktivitäten brachten der Kommune polizeiliche Hausdurchsuchungen und Guttfeld und Hans Koch-Dieffenbach die gerichtliche Verfolgung wegen spartakistischer Umtriebe. Ende 1917 desertierte Guttfeld mit einem gefälschten Urlaubsschein nach München, wo ihn Oskar Maria Graf unter dem falschen Namen Friedrich Wunder (der Name eines Mitinsassen Grafs in der Nervenheilanstalt Haar) im Hinterhaus seiner Wohnung Schnorrstraße 3 beherbergte.
Am 29. Januar 1918 wurden Graf, Guttfeld und Georg Schrimpf in München verhaftet, als sie versuchten, den Druck der „Denkschrift des Fürsten Lichnowsky“ in Auftrag zu geben. Guttfeld wurde Mitglied des von Graf 1918 gegründeten Bundes freier Menschen.
1919 redigierte Guttfeld zusammen mit Titus Tautz in der Zeit der Münchner Räterepublik das „Nachrichtenblatt des Zentralrats“, das anstelle der Münchner Neuesten Nachrichten, der Münchner Zeitung, der München-Augsburger Abendzeitung und des Augsburger Kurier erschien. Guttfeld betreute das Feuilleton und veröffentlichte Texte des chinesischen Philosophen und Dichters Zhuangzi.
Nach dem Scheitern der Novemberrevolution beteiligte sich Guttfeld an verschiedenen Siedlungsprojekten als „Ersatz für das jetzt eingeschränkte politisch-revolutionäre Handeln“. Bis Juni 1919 hielt er sich in der von Koch-Dieffenbach gegründeten Kommune in Blankenburg bei Donauwörth auf (die Mitgliederliste der dortigen Siedlung weist ihn als "Reisender" aus), dann ging er nach Heppenheim an der Bergstraße, wo ihn bei Martin Buber Titus Tautz erwartete. 1919 und 1920 war er dann, "nur mit einem Brotbeutel und Sandalen versehen, unterwegs zwischen verschiedenen anarchistisch-kommunistischen Gruppen von Rostock im Norden (Marie Ehlert) bis zum Bodensee. Etwa in diese Zeit fällt die Bekanntschaft und nachfolgende Freundschaft mit dem Ehepaar Mila und Eugen Esslinger-Rauch. Über sie lernte Guttfeld spätestens 1924 den Heidelberger Indologen Heinrich Robert Zimmer kennen und schätzen.
1920 besuchte Guttfeld den Lindenhof in Kleve in der Wilstermarsch. „Mit seinem kahlen, von der Sonne verbrannten Schädel, mit seinen samtartigen, dunklen Augen, mit seinem merkwürdig kurz geschnittenen, verblichenen Manchesterwams, mit seinem braunen Brotbeuteln und seinen nackten, in Sandalen steckenden Füßen sah er aus wie ein buddhistischer Mönch.“
„[Hugo] Hertwig hatte mich zu Beginn der 20er Jahre zu [Ernst] Fuhrmann gebracht und ich blieb mit ihm bis zu seinem Tode in laufendem Kontakt und nachher bis zu dessen Tode mit Arend Fuhrmann. […] Schulze-Sölde sah ich zum letzten Mal etwa 1926 bei mir in Berlin. […] In den 20er Jahren bekam ich einmal eine Postkarte von ihm ‚Ich bin es!‘ Als er einige Tage danach selbst kam, fragte ich ihn, wer er denn sei und er sagte der Prophet Johannes, was ich nicht sehr ernst nahm. Ich war bei einigen Volksversammlungen im Saal, wohnte manchmal im Hause seiner Schwiegermutter ‚Lieskaen‘, die mich gern bemutterte, aber mit Franziska [Schulze-Sölde] hatte ich keinen Kontakt, …“
1925 heiratete Guttfeld in Berlin (wohnhaft Oldenburgallee 58a) seine Cousine Eva (später Chava) Jenny Herrmann (* 17. Februar 1901; † 1983), am 22. August 1928 kam dort der Sohn Michael zur Welt.
Ab 1931 war Guttfeld an der von Franz Jung und Harro Schulze-Boysen herausgegebenen Zeitschrift „Der Gegner“ beteiligt und zeichnete 1932 für den Inhalt der Hefte 1/2 und 3 verantwortlich. Er führte zeitweise die Geschäfte des Folkwang-Auriga Verlages und engagierte sich für die Einrichtung eines „Ernst Fuhrmann-Instituts fur biologische Forschung“.
Die Familie verzog 1933 nach Wiesbaden (Martinstr. 7), wo am 6. Juli 1935 die Tochter Hanna-Liv geboren wurde.
Am 21. Mai 1936 emigrierte die Familie nach Palästina und ließ sich in der 1934 von deutschen Einwanderern gegründeten Stadt Kirjat Bialik in der Nähe von Haifa nieder. Guttfeld wurde als Landwirtschaftsinstrukteur tätig. Seine Tochter skizzierte seine Lebensphilosophie mit folgenden Worten: „Mein Vater beschäftigt sich entweder mit Mist oder mit Gott.“
Am 27. März 1948 kam Michael Guttfeld als Soldat in der Nähe von Nablus ums Leben und wurde auf dem Militärfriedhof in Naharija beerdigt-
1962 bilanzierte Paul Guttfeld seine berufliche Tätigkeit in einem Brief an Franz Jung: „Ich habe hier 26 Jahre die Notwendigkeit organischer Düngung vertreten und obschon ich möglichst wenig gegen die Chemikalien, auf denen die Landwirtschaft heutzutage basiert ist, propagiert habe, gelte ich als Fanatiker, der nicht den wissenschaftlichen Ergebnissen Rechnung trägt. Jetzt habe ich genug von dem Kompromiss und lehne es ab, mich mit landwirtschaftlichen Betrieben zu befassen, die mit konzentrierten Chemikalien arbeiten. Infolgedessen habe ich alle meine Verbindungen zu den landwirtschaftlichen Organisationen gelöst, auch zu der, mit der ich gearbeitet habe und die ich aufgestellt hatte.“